# Matías Recalt
Matías Recalt (Ingeniero Maschwitz, 14 settembre 2001) è un attore argentino, vincitore del Premio Goya per il miglior attore rivelazione per La società della neve.

## Biografia
Matías Recalt è nato il 14 settembre 2001 a Ingeniero Maschwitz, in provincia di Buenos Aires. Ha iniziato a prendere lezioni di teatro e a recitare a quattordici anni. Nel 2019 ha debuttato in televisione, interpretando Danilo Sánchez nella serie televisiva Apache: La vita di Carlos Tevez. Nello stesso anno ha debuttato a teatro con l'opera Cabo verde e recitato nel film Ciegos, diretto da Fernando Zuber. Successivamente, ha recitato in alcuni episodi della telenovela Argentina, tierra de amor y venganza, in onda su Canale 13. Dal 2020 al 2021 ha interpretato Federico nella rappresentazione teatrale Después de nosotros, diretto da Daniel Barone. Nel 2023 ha recitato nella serie Planners e nel film La società della neve di Juan Antonio Bayona, nel quale ha impersonato Roberto Canessa. Per quest'ultimo lavoro, ha vinto il Premio Goya per il miglior attore rivelazione.

## Filmografia

### Cinema
- Ciegos, regia di Fernando Zuber (2019)
- La società della neve (La sociedad de la nieve), regia di Juan Antonio Bayona (2023)

### Televisione
- Apache: La vita di Carlos Tevez (Apache, la vida de Carlos Tévez) - serie TV, 8 episodi (2019)
- Argentina, tierra de amor y venganza - serie TV, 6 episodi (2019)
- Planners - miniserie TV, 9 episodi (2023)

## Doppiatori italiani
- Riccardo Suarez in La società della neve

## Riconoscimenti
- Premio Goya
  - 2024 - Miglior attore rivelazione per La società della neve